# 64 Virginis
64 Virginis är en Am-stjärna i Jungfruns stjärnbild.
Stjärnan har visuell magnitud +5,87 och synlig för blotta ögat vid god seeing. Den befinner sig på ett avstånd av ungefär 215 ljusår.